# The Sims 3: Pokolenia
The Sims 3: Pokolenia (ang. The Sims 3: Generations) – czwarty oficjalny dodatek do gry komputerowej The Sims 3, wyprodukowany na platformę PC i wydany 31 maja 2011 w USA, a 1 czerwca 2011 w Polsce przez Electronic Arts. W rozszerzeniu tym gracze mogą robić zdjęcia oraz nagrywać filmy z ważnych wydarzeń z życia Simów, a specjalny system pozwala na publikowanie ich na oficjalnej stronie The Sims 3 i na Facebooku.

## Rozgrywka
The Sims 3: Pokolenia wprowadza wiele nowości w rozgrywce dla każdego pokolenia Simów. Dodatek zawiera nowe obiekty i elementy otoczenia m.in. piętrowe łóżka, domy na drzewie, wózki dla dzieci, liczne ubrania, ale również nowe opcje i cechy charakteru. Dodatek ten nie wprowadza nowego miasta, ale pojawia się w nim ok. 10 nowych parceli. 

### Możliwości
Dodatek zawiera wiele nowych sposobów interakcji:
- Dzieci mogą bawić się z przyjaciółmi w domkach na drzewach
- Dorośli simowie będą przeżywać kryzys wieku średniego
- Nastoletni simowie mogą psocić
- Simowie mogą wyrażać swoją kreatywność na nowe sposoby:
  - Mogą się bawić zestawem chemika
  - Mogą kręcić amatorskie filmy, które będą mieli możliwość oglądania na swoich telewizorach
- Małe dzieci mogą mieć „wymyślonych przyjaciół”